# Српска православна црква Светог Георгија у Будимпешти
Православна црква Светог Георгија у Будимпешти, у свакодневном говору Српска црква, је једини храм Српске православне цркве у Будимпешти, главном граду Мађарске. Црква припада Епархији будимској. Црква је данас посвећена Светом Ђорђу.
Црква Светог Георгија је смештена у самом језгру Будимпеште, на мање од 100 м од Вацке улице, главне пешачке зоне града.
Значајно је нагласити и да је Црква Светог Георгија један од највелепенијих барокних храмова у целој Будимпешти. Стога је црква под заштитом Државног уреда за културно наслеђе Мађарске.

## Историјат
На месту данашње цркве постојала је старија српска богомоља, саграђена у време досељавања Срба на ове просторе, током турске владавине Панонијом (16. и 17. век). 1685. године Хабзбурзи су преотели Мађарску од Турака, али је се српска заједница у овим временима очувала. Чак је 1698. године постојећа црква обновљена од стране Патријарха Арсенија III Чарнојевића.
У првој половини 18. века Срби су чинили значајан део становништва Пеште, па се указала потреба за градњом веће и чвршће цркве. Коначно, 1731. године урађен је пројекат за нову цркву у барокном стилу, која је и изграђена 1733. године. Барокни звоник је дограђен 1752. године. Првобитни иконостас за цркву је урадио Стефан Тенецки.
1838. године Пешту су задесиле велике поплаве. Тада је страдао стари иконостас. Стога је 1850. године црква добила нови иконостас у духу неоренесансе. Творац новог иконостаса био је један грчки уметник.
Црква Светог Георгија у Пешти вековима је била друга по значају црква српске заједнице у Будимпешти, после Цркве Светог Димитрија на Табану, делу Будима. Међутим, како је дата црква тешко оштећена током Другог светског рата, она је порушена 1949. године „у част“ 70. рођендана Стаљина. На тај начин је пештанска црква постала једина српска богомоља у Будимпешти.

## Црква данас
Црква Светог Георгија у Будимпешти је данас жива црква, са редовним литургијама и посетама верника и других посетилаца.
У храму се, поред тога, чувају још многе уметничке вредности, која укључује и бакрорезну графику са приказом заштитиника храма из 1701. године. Једно од најдрагоценијих уметничких дела је везена плаштаница Христофора Жефаровића са представом полагања Христова у гроб.

## Збирка слика
- Црква после последње обнове
- Прочеље цркве
- Унутрашњост цркве